# Rubens Gilli
Rubens Gilli (Lodi, 7 dicembre 2000) è un hockeista su pista italiano.

## Carriera

### Statistiche
| Stagione  | Squadra      | Campionato naz. | Campionato naz. | Coppe nazionali | Coppe nazionali | Supercoppe naz. | Supercoppe naz. | Coppe continen. | Coppe continen. |
| Stagione  | Squadra      | Comp            | Piaz            | Comp            | Piaz            | Comp            | Piaz            | Comp            | Piaz            |
| --------- | ------------ | --------------- | --------------- | --------------- | --------------- | --------------- | --------------- | --------------- | --------------- |
| 2018-2019 | Amatori Lodi | A1              |                 | -               | -               | SI              | Vittoria        | Eurol.          | -               |

Legenda:
FG: Eliminato alla fase a gironi.
OF: Eliminato agli ottavi di finale.
QF: Eliminato ai quarti di finale.
SF: Eliminato in semifinale.
F: Finalista.

## Palmarès

### Giocatore

#### Club

##### Titoli nazionali
- Supercoppa italiana: 1

Amatori Lodi: 2018